# ニッカーボッカー・グローリー

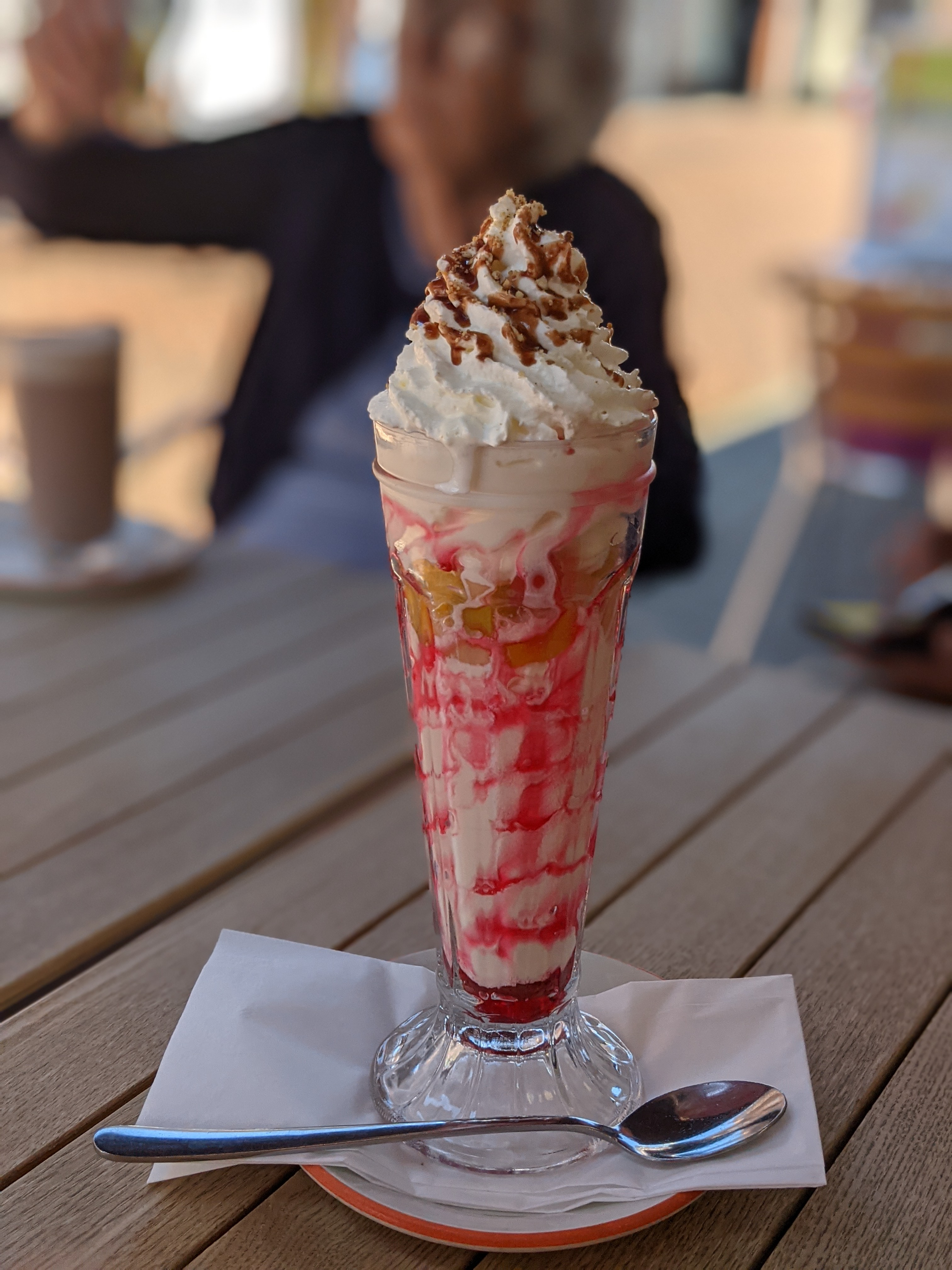
ニッカーボッカー・グローリーの例

ニッカーボッカー・グローリー（英語: knickerbocker glory）は、イギリスのデザート。

## 概要
背の高いガラス容器にアイスクリーム、フルーツ、フルーツシロップまたはチョコレートソース、生クリームを入れて層をなしたデザートである。日本で言うところのパフェがイメージとしては近い。
多くのイギリス人にとっては、子供時代の夏期休暇を思い起させる、ノスタルジックな食べ物である。

## 名称について
名称を日本語に直訳すると「膝下丈ズボン（ニッカーボッカーズ）の栄光」となる。
- 19世紀のニューヨーク市で氷を販売していた業者名が「ニッカーボッカー」で回りまわってデザート名になった[4]。
- ニューヨーク市のニッカーボッカーホテル（英語版）が由来[5]。
- Lyon's bakeryが経営していたカフェは洋服の名前をつけていろいろなアイスクリームを提供していた‐例として「Plus four（プラス・フォー（英語版）、ひざ下4インチ丈のズボン）」、「Charlie Chaplin Waistcoat（チャーリー・チャップリンのウェストコート）」などで、その中の1つがニッカーボッカー・グローリーだった[6]。

などといった説もあるが、名称の由来については不明。
J・K・ローリングの小説『ハリー・ポッターと賢者の石』にも登場しており、松岡佑子による邦訳書では「チョコレート・アイスクリーム」と翻訳されていた。生活習慣に深く根ざした単語は他言語に翻訳しがたいのが常ではあり、中でも食べ物はカタカナで音訳しようが和訳しようが、食べたことのない人には分からないため、「特にニッカーボッカー・グローリーは曲者だった」と松岡は語っている。

## 歴史
上述のように発祥は不明であるが、1920年代に登場したデザートである。
かつてはどこのレストランでもデザート・メニューとして提供していた人気メニューであったが、カジュアルにアイスクリームを歩きながら食べることが普及した今では、「時代遅れ（Out of fashion）」のデザートとなっている。
2019年時点のロンドンではフォートナム&メイソン2階のアイスクリーム・パーラーくらいでしか提供されていない。